# ひぐらしのなく頃に 綿流し編
『ひぐらしのなく頃に 綿流し編』（ひぐらしのなくころに わたながしへん）は、同人サークルである07th Expansionが製作した同人ゲーム『ひぐらしのなく頃に』の第2話目の表題である。

## 概要
サブタイトルは「～最多の可能性～」。
主人公は前作「鬼隠し編」に引き続き前原圭一。続編ながら、時系列的な連続性は無く「同時間軸の別展開」となっている。
本作品では、「鬼隠し編」でも登場した雛見沢村の伝統行事・綿流しにまつわる言い伝えと、常にアクティブな部長・園崎魅音と本作品が初登場である園崎詩音の双子姉妹による愛憎劇が話の軸となっている。
前作と同様、クリア後には登場人物が客観的推理を披露する「お疲れ様会」とミニゲーム「スフィー DE ボンバー」が追加される（Windows版のみ）。
PS2版「祭」に「第参章・綿流し編」として収録。DS版「絆・第一巻」に「第弐章 綿流し」として収録。
シリーズ中、最もホラー色が強く直接的な暴力・残虐性の高い描写も多い。

### スフィー DE ボンバー
Windows版でクリア後に追加されるミニゲーム。エンジェルモートの食糧倉庫を急襲するスフィー軍団をモグラ叩きの要領で撃退する。
スフィーはLeafのアダルトゲーム「まじかる☆アンティーク」の登場キャラクターであり、このミニゲームは二次創作である。そのため「鬼隠し編」の「れなぱん」や「暇潰し編」の「お散歩☆梨花ちゃん」（携帯アプリ版は本編と別売）とは異なり携帯アプリ版への移植は行われていない。

## ストーリー
主人公の前原圭一がレストランへ行くと、友達の園崎魅音がセクシーな服装でアルバイト店員をしていた。
圭一は冷やかすが、その店員は魅音ではなく双子の妹の園崎詩音であると名乗る。当初は双子の存在を嘘だと思った圭一だが、魅音と詩音の二人を同時に目撃し驚く。
その数日後の祭りの晩に、歴史好きの鷹野、その恋人の富竹、そして詩音に誘われ圭一は立ち入り禁止の古手神社の祭具殿に忍び込む。祭具殿の中には古い拷問器具があり、鷹野によるとかつて村には儀式的な殺人の習慣があったという。
翌日、四人が祭具殿に入ったことが噂となり、鷹野と富竹が死体で発見される。続いて村長が行方不明となり、詩音は村長に祭具殿に入ったことを打ち明けたことが原因かもしれないと圭一に語る。
圭一は祭具殿に入ったことを古手神社の巫女の古手梨花に打ち明けたことを思い出し、急いで梨花の家に行くが、梨花と同居人の北条沙都子の二人は既に行方不明となっていた。
圭一は警察の大石から園崎詩音も行方不明になったことを伝えられ、大石と圭一の友人の竜宮レナは全てが園崎魅音の犯行であると推理をする。
レナと圭一は園崎家を訪れ、魅音を問いただす。魅音は自分がヤクザの頭目であると明かし、自分の目的は鬼の血を引くと言われた先祖の誇りを守ることであると話す。
魅音は殺人を認め、自首する前に30分だけ圭一と二人きりになる時間が欲しいと頼む。レナと圭一は了承し、魅音が見せたいという「秘密の場所」に圭一は入る。
圭一と魅音が入った地下室は拷問部屋であり、ここで儀式的な殺人が行われていると魅音は語る。地下室の牢屋には祭具殿に入った罰として拷問を受けた詩音が生存していた。
魅音は自分には鬼が宿っていると言って豹変し、圭一を殴り昏倒させ、拷問器具に固定して拷問を始めようとする。しかし圭一の自分を顧みず魅音と詩音を思いやる言葉、また警察の到着もあり、圭一を拷問せずスタンガンで眠らせた後、地下室から逃走する。
突入した警察により圭一と詩音は救助されるが、詩音はトラウマにより自宅へ引きこもるようになり、圭一はある日自宅を訪れた魅音に包丁で刺される。
圭一は一命を取り留めるが、見舞いに来た大石により、詩音がマンションから転落死したこと、祭具殿に忍び込んだあの日の夜、鷹野はすでに死んでいたこと、また魅音も圭一を眠らせた後、抜け井戸の底で既に転落死していたことを明かされる。
そしてその後、圭一は血まみれの魅音に襲われるという幻覚に苦しめられ、物語は閉幕する。

## 登場人物
- 以下の人物は個別項目を参照。
  - 前原圭一
  - 園崎魅音
  - 園崎詩音
  - 竜宮レナ
  - 北条沙都子
  - 古手梨花

## 演出
劇中後半で、怪奇があった後も味方だと思って毎晩連絡を取り合っていたが実は…という展開があるが、そのシーンで一瞬だけ背景以外で唯一実写の「目」のカットが映る。これは竜騎士07の友人なるせ椿の写真でちょうどよかった写真があったので「目」の部分をこっそり拝借したとのこと。スタッフロールの「目」の配役はこれに起因する。

## 漫画
スクウェア・エニックス刊『月刊ガンガンWING』で2005年6月号から2006年5月号まで連載された。
作画・方條ゆとり。
1. ISBN 4-7575-1591-X 2006年1月22日 初版発行
2. ISBN 4-7575-1710-6 2006年7月22日 初版発行

## アニメ
第1期「ひぐらしのなく頃に」第5 - 8話。
- 第5話 綿流し編 其の壱 嫉妬
- 第6話 綿流し編 其の弐 タカノ
- 第7話 綿流し編 其の参 嘘
- 第8話 綿流し編 其の四 願い

冒頭部分には目明し編の一場面が登場するが、原作では綿流し編でその場面の出来事は起きていない。目明し編と似てはいるが異なる展開になっている。また、第6話の後半部分では圭一の顔が一瞬だけ映るサブリミナル効果のような演出が使用されている。

## ドラマCD
CD4枚組。発売：HOBiRECORDS、販売：WAYUTA。
キャスティングはアニメ版と同じ。
- 2005年12月22日発売 WACD-002
- 2006年11月15日より、iTunes Storeにて販売されている｡

## 小説
著者：竜騎士07 イラスト：ともひ
- 講談社BOX版
  - ひぐらしのなく頃に 第二話 〜綿流し編〜（上）  ISBN 978-4-06-283649-4
  - ひぐらしのなく頃に 第二話 〜綿流し編〜（下）  ISBN 978-4-06-283646-3

- 星海社文庫版
  - ひぐらしのなく頃に 第二話 〜綿流し編〜（上）　ISBN 978-4-06-138907-6
  - ひぐらしのなく頃に 第二話 〜綿流し編〜（下）　ISBN 978-4-06-138909-0